# A Star Is Born (1976)
A Star Is Born is een Amerikaanse muziekfilm uit 1976 onder regie van Frank Pierson.

## Verhaal
Popster John Norman Howard ziet zijn populariteit afnemen, omdat hij zijn afspraken met de pers en met zijn impresario niet nakomt. Op een dag leert hij de knappe zangeres Esther Hoffmann kennen. Hij versiert haar voor een platencontract. Terwijl Esther steeds populairder wordt bij het publiek, glijdt Norman af in een depressie.

## Rolverdeling
| Acteur             | Personage          |
| ------------------ | ------------------ |
| Barbra Streisand   | Esther Hoffman     |
| Kris Kristofferson | John Norman Howard |
| Gary Busey         | Bobbie Ritchie     |
| Oliver Clark       | Gary Danziger      |
| Marta Heflin       | Quentin            |
| Joanne Linville    | Freddie            |
| M.G. Kelly         | Bebe Jesus         |